# Ellen Hart
Patricia Ellen Boenhardt, nota con lo pseudonimo di Ellen Hart (Minneapolis, 10 agosto 1949), è una scrittrice statunitense.

## Biografia
Nata nel 1949 a Minneapolis, insegna moderna scrittura gialla al Loft Literary Center e vive con la moglie Kathleen a Eden Prairie.
Nel 1971 ha conseguito un Bachelor of Arts presso l'Ambassador College di Pasadena e vi è rimasta fino al 1975 all'interno dipartimento di economia domestica.
Affermata scrittrice di gialli LGBT, è conosciuta principalmente per la serie avente per protagonista la cuoca Jane Lawless (ancora inedita in Italia) grazie alla quale ha ottenuto 5 premi Lambda.

## Opere

### SerieJane Lawless
- Hallowed Murder (1989)
- Vital Lies (1991)
- Stage Fright (1992)
- A Killing Cure (1993)
- A Small Sacrifice (1994)
- Faint Praise (1995)
- Robber's Wine (1996)
- Wicked Games (1998)
- Hunting The Witch (1999)
- The Merchant of Venus (2001)
- Immaculate Midnight (2001)
- An Intimate Ghost (2004)
- The Iron Girl (2005)
- Night Vision (2006)
- The Mortal Groove (2007)
- Sweet Poison (2008)
- The Mirror and the Mask (2009)
- The Cruel Ever After (2010)
- The Lost Women of Lost Lake (2011)
- Rest for the Wicked (2012)
- Taken by the Wind (2013)
- The Old Deep and Dark (2014)
- The Grave Soul (2015)
- Fever in the Dark (2017)
- A Whisper of Bones (2018)
- Twisted at the Root (2019)
- In a Midnight Wood (2020)

### SerieSophie Greenway
- This Little Piggy Went to Murder (1994)
- For Every Evil (1995)
- The Oldest Sin (1996)
- Murder in the Air (1997)
- Slice and Dice (2000)
- Dial M For Meat Loaf (2001)
- Death on a Silver Platter (2003)
- No Reservations Required (2005)

## Premi e riconoscimenti
- Premio Lambda nella categoria Miglior Lesbian Mystery: 1995 vincitrice con Small Sacrifice; 1997 con Robber’s Wine; 2000 con Hunting the Witch; 2002 con Merchant of Venus; 2015 con The Old Deep and Dark : A Jane Lawless Mystery
- Grand Master Award: 2017[7]